# Шац-Анин, Макс Урьевич
Макс Урьевич Шац-Анин (латыш. Maksis Šacs-Aņins, настоящая фамилия Шац, псевдоним Максим Анин; 22 июня 1885, Фридрихштадт, Курляндская губерния — 10 января 1975, Рига, Латвийская ССР, СССР) — советский и латвийский профессор-юрист, видный деятель еврейского рабочего движения и культуры, публицист, историк, философ, литературовед, педагог.

## Биография
Родился 22 июня 1885 года в семье аптекаря Урия Шаца.
После окончания Елгавской классической гимназии в 1905 году учился в юридическом факультете Петербургского университета, но в 1906 году был отчислен за революционную деятельность и выслан из Российской империи. Продолжил обучение в Бернском университете, который окончил в 1908 году со степенью доктора права. Жил в Женеве, Париже, Берлине и Вене, занимался журналистикой. Его диссертация по праву народов была опубликована в Риге в 1910 году под псевдонимом Максим Анин. По истечении срока административной ссылки вернулся в Российскую империю в 1911 году. Чтобы получить право работать юристом, он сдал экзамен и снова защитил диссертацию.
Во время Гражданской войны в России, в конце 1919 года, вернулся в Латвию, организовал марксистский клуб и книгоиздательство «Арбетер-Хейм», которое было легальным прикрытием антигосударственной деятельности Латвийской коммунистической партии. Публиковал брошюры на идише по различным экономическим и социологическим вопросам.
В 1928 году потерял зрение.
Во время Второй мировой войны, после оккупации Латвии в 1940 году, он стал организатором коммунистической газеты «Камф» и журнала «Уфбой». После вторжения немецких войск в Латвию бежал в Россию и Казахстан, был профессором права в Московском и Алма-Атинском университетах. После окончания войны вернулся в Латвию. Пострадал в ходе борьбы с космополитами, был арестован 18 февраля 1953 вместе с женой, но освобожден из тюрьмы 25 апреля того же года.
Умер в Риге 10 января 1975 года. Похоронен на кладбище Шмерли.

## Семья
Жена — Файна Самойловна Розенберг (1 мая 1898 — 16 марта 1984).
Дочь — латвийский политический деятель, юрист и писательница Рута Максовна Шац-Марьяш (1927—2016).

## Работы
Опубликовал около 300 работ по юриспруденции, социологии, социальной истории, философии, литературе и театральной критике.
- Шац-Анин М. Темпорализм. Опыт философии еврейской культуры. — Рига: Прогресс, 1919.
- Шац-Анин М. Социальная оппозиция в истории евреев. — Рига, 1927.[3]